# Маккленні (Флорида)
Маккленні (англ. Macclenny) — місто (англ. city) в США, в окрузі Бейкер штату Флорида. Населення — 7304 особи (2020).

## Географія
Маккленні розташоване за координатами 30°16′54″ пн. ш. 82°7′29″ зх. д. / 30.28167° пн. ш. 82.12472° зх. д. (30.281738, -82.124634).  За даними Бюро перепису населення США в 2010 році місто мало площу 12,27 км², уся площа — суходіл.

## Демографія
Згідно з переписом 2010 року, у місті мешкали 6374 особи в 2143 домогосподарствах у складі 1548 родин. Густота населення становила 520 осіб/км².  Було 2335 помешкань (190/км²).
Расовий склад населення:
| - 78,0 % — білих - 17,9 % — чорних або афроамериканців - 0,7 % — азіатів - 0,5 % — корінних американців |

До двох чи більше рас належало 2,2 %. Частка іспаномовних становила 2,5 % від усіх жителів.
За віковим діапазоном населення розподілялося таким чином: 28,9 % — особи молодші 18 років, 58,9 % — особи у віці 18—64 років, 12,2 % — особи у віці 65 років та старші. Медіана віку мешканця становила 32,2 року. На 100 осіб жіночої статі у місті припадало 93,5 чоловіків;  на 100 жінок у віці від 18 років та старших — 87,8 чоловіків також старших 18 років.
Середній дохід на одне домашнє господарство  становив 58 164 долари США (медіана — 43 550), а середній дохід на одну сім'ю — 66 530 доларів (медіана — 53 105). Медіана доходів становила 40 349 доларів для чоловіків та 27 536 доларів для жінок. За межею бідності перебувало 22,4 % осіб, у тому числі 26,4 % дітей у віці до 18 років та 12,1 % осіб у віці 65 років та старших.
Цивільне працевлаштоване населення становило 2435 осіб. Основні галузі зайнятості: освіта, охорона здоров'я та соціальна допомога — 32,1 %, роздрібна торгівля — 14,8 %, виробництво — 11,4 %, транспорт — 9,6 %.